# Patrice Gueniffey
Patrice Gueniffey (20 marzo 1955) è uno storico francese, specializzato nella storia della Rivoluzione francese e dell'età napoleonica.

## Biografia
Ha conseguito il dottorato di ricerca in storia nel 1989 con una tesi sulla questione del suffragio durante la Rivoluzione francese, proseguendo la carriera accademica presso l'École des hautes études en sciences sociales (EHSS), di cui dal 2001 è docente ordinario. Dal 2006 al 2008 ha inoltre diretto il Centro di ricerche politiche Raymond Aron, fondato da François Furet, di cui Gueniffey è stato discepolo.
Ha iniziato a occuparsi di storia della Rivoluzione francese collaborando al progetto del Dizionario critico della Rivoluzione francese diretto da Furet e Mona Ozouf nel 1988. Successivamente ha pubblicato monografie dedicate alle elezioni nel periodo rivoluzionario e al Terrore. Passato a occuparsi dell'epoca napoleonica, ha curato le riedizioni critiche della biografia di Napoleone di Jacques Bainville e delle memorie napoleoniche di Jean-Antoine Chaptal e pubblicato una monografia dedicata al 18 brumaio. Nel 2013 è uscito Bonaparte, prima parte di un'opera in due volumi sulla figura di Napoleone, edita anche in inglese, che ha ricevuto molti consensi dalla critica.
In Italia alcuni suoi saggi sono stati pubblicati nel volume Storie della Rivoluzione francese.

## Opere
- Le Nombre et la raison. La Révolution française et les élections, Prefazione di François Furet, Paris, Éditions de l'École des hautes études en sciences sociales, coll. « Recherches d'histoire et de sciences sociales » n.58, 1993, pp. XI-559.
- La Politique de la Terreur: essai sur la violence révolutionnaire, 1789-1794, Fayard, Parigi, 2000; II ed. Gallimard, 2003.
- Le Dix-huit brumaire. (9 novembre 1799) : L'épilogue de la Révolution française lieu, Paris, Gallimard, coll. « Les journées qui ont fait la France », 2008, ISBN 978-2-07-211397-0, pp. 422.
- Histoires de la Révolution et de l'Empire, coll. « Tempus » n.383, Paris, Perrin, 2011, ISBN 978-2-262-03333-0, pp. 744.
  - tr. it. parziale, in Storie della Rivoluzione francese, Bruno Mondadori, Milano, 2013.
- Bonaparte (1769-1802), Gallimard, Paris, 2013.
- Napoléon et de Gaulle. Deux héros français, Paris, Place des éditeurs, 2017, ISBN 978-2-262-06486-0, pp. 413. Prix Montaigne 2017.

### Curatele
- Le Journal de la France et des Français, chronologie politique, culturelle et religieuse de Clovis à 2000, 2 voll., Gallimard, Paris, 2001.

### Direzioni d'opere collettive
- Les Derniers Jours des rois, Perrin/Le Figaro Histoire, Paris, 2014
- con Pierre Branda, 1814. La campagne de France, Perrin, 2016, pp. 380.
- con Thierry Lentz, La Fin des Empires, Paris, Perrin, 2016.
- con Lorraine de Meaux, Couples illustres de l'histoire de France, Perrin/Le Figaro Histoire, 2017.
- con François-Guillaume Lorrain, Les grandes décisions de l'histoire de France, Perrin/Le Point, 2018, pp. 408
- con François-Guillaume Lorrain, «Révolutions françaises, du Moyen Âge à nos jours», Perrin/Le Point, 2020, pp. 356.